# Sorygaza variata
Sorygaza variata là một loài bướm đêm trong họ Noctuidae.